# Heinrich Löser (Erbmarschall, † um 1440)
Heinrich Löser († um 1440) gilt als der sechste Erbmarschall der Kursachsen.

## Leben
Er stammt aus dem im Kurkreis ansässig gewesenen Adelsgeschlecht Löser und ist der älteste Sohn von Günther Löser, der im Besitz des Erbmarschallamts im Kurfürstentum Sachsen war.
Dam und Günther Löser waren seine zwei jüngeren Brüder. Nach dem Tod des Vaters Günther fiel die Würde des Erbmarschalls der Kursachsen an ihn. 
Da Heinrich Löser keine männlichen Leibeslehnserben hinterließ, fielen das Erbmarschallamt und das Familiengut Pretzsch (Elbe) an dessen jüngeren Bruder Dam Löser.